# Kroaten
De Kroaten (Kroatisch: Hrvati) zijn een Zuid-Slavisch volk. Zij leven met name in Kroatië, Bosnië en Herzegovina en aangrenzende landen. Emigranten zijn ook aanwezig in West-Europa, Zuid- en Noord-Amerika, Australië, Nieuw-Zeeland en Zuid-Afrika. De meeste Kroaten zijn katholiek en spreken Kroatisch.

## Kroaten wereldwijd
Kroatië is een Kroatische natie, in Bosnië en Herzegovina zijn de Kroaten in de grondwet vastgelegd als een van de drie bevolkingsgroepen.
Autochtone Kroatische minderheden zijn te vinden in:
- Vojvodina in het noorden van Servië, waaronder de Boenjewatsen in het noorden van de landstreek Bačka.
- Boka Kotorska in het westen van Montenegro.
- Burgenland in het oosten van Oostenrijk.
- Aangrenzende gebieden in het zuiden van Hongarije.
- De katholieke Krashovani in het Roemeense Banat zijn etnisch Kroatisch[6][7]
- Veel Janjevci (inwoners van Janjevo, Kosovo, Šokci en Bunyevci zien zichzelf als Kroatisch.

In Kroatië wonen vier miljoen Kroaten, in Bosnië en Herzegovina 600.000. Buiten Kroatië zijn de schattingen moeilijker, wegens onvolledige data en naturalisatie in het nieuwe thuisland. Er wonen naar schatting 1,5 tot 2 miljoen Kroaten buiten Kroatië en Bosnië en Herzegovina. De grootste groep Kroaten leeft in West-Europa: voornamelijk Duitsland waar zo’n 450.000 mensen van Kroatische achtergrond leven. Ook in Italië, Zweden, Groot-Brittannië en andere west Europese landen zijn Kroatische immigrantengroepen.
Buiten Europa wonen ook Kroaten. Van alle Zuid- en Noord-Amerikaanse landen hebben de Verenigde Staten (409.458 volgens een volkstelling in 1990, de meeste wonen in Ohio, Pennsylvania, Illionois en Californië) en Canada (voornamelijk zuid Ontario) grote groepen Kroaten, ook in Argentinië, Chili, Brazilië wonen kleinere groepen Kroaten.
Ook in Australië (voornamelijk Perth, Melbourne en Sydney) , Nieuw-Zeeland en Zuid-Afrika wonen Kroaten.
Een organisatie die zich veel bezighoudt met de Kroatische diaspora is de Hrvatska bratska zajednica.
Een grote groep Kroaten woont niet daadwerkelijk het hele jaar in Kroatië: velen werken in een van de nabije Europese landen en komen terug tijdens het vakantieseizoen en voor de volkstelling.

## Geschiedenis
De oorsprong van de Kroatische stam voor de grote volksverhuizing der Slaven is onzeker. Er is een theorie dat de Kroaten oorspronkelijk een Sarmatische stam waren. De Kroaten werden voor het eerst in het Grieks genoemd als Horouathos, wat teruggevonden kan worden op stenen inscripties uit 200 v.Chr. gevonden in de haven Tanais aan de monding van de Don nabij de Zee van Azov (wat onderdeel uitmaakt van de Zwarte Zee. Deze inscripties worden bewaard in het Archeologische museum van Sint-Petersburg in Rusland.
Deze Chorvaten werden de heersende klasse van Slavische volkeren in Galicië (in het noordwesten van Oekraïne en het zuiden van Polen). In de 7e eeuw verplaatste deze Sarmatisch/Slavische stam zich vanuit het noorden van de Karpaten en ten oosten van de rivier de Wisła (waar ook naar wordt verwezen als Wit Kroatië). De Chorvaten werden, samen met de Sorben (Serven), in 622-23 door keizer Herakleios uitgenodigd zich in Illyrië te vestigen. Ze moesten daar de Avaren verdrijven, die samen met de Perzen Byzantium hadden belaagd. De Kroaten kregen het land ten westen van de Drava, de Serven dat ten oosten van de rivier.
In eerste instantie vielen zij onder de heerschappij van de Byzantijnen en later de Franken, maar in 925 - onder leiding van koning Tomislav - werd Kroatië een sterk onafhankelijk land. In 1102 begon Kroatië een personele unie met Hongarije en kozen de Kroatische edelen Koloman van Hongarije als koning van Kroatië en Dalmatië. De kuststreek Dalmatië hoorde lang bij Venetië, wat samen met de katholieke religie verklaart dat de Kroaten sterker op het Latijnse westen gericht zijn dan de russofiele, orthodoxe Serviërs, die strikt taalkundig dezelfde taal spreken.